# Klein Groningen
Klein Groningen (Fries: Lyts Grins) is een buurtschap in de gemeente Opsterland, in de Nederlandse provincie Friesland. Het valt onder Wijnjewoude en ligt tussen Drachten en de Drentse grens in de zuidoosthoek van Friesland.
Vroeger werd de buurtschap doorsneden door de provinciale weg N381. De buurtschap was toen vooral bekend vanwege de eerste trajectcontrole van Nederland die hier stond. Deze provinciale weg is in 2015 verlegd waarmee de straat Opper Haudmare werd. De Opsterlandse Compagnonsvaart maakt in Klein Groningen bij de ophaalbrug uit 1987 over de vaart een haakse hoek. In het vaarseizoen maakt het onderdeel uit van de Turfroute.

## Naamverklaring
Er zijn twee verhalen over de oorsprong van de naam Klein Groningen. Het ene is dat deze ontstond doordat Groningse turfstekers zich hier vestigden. In 1902 werd onder leiding van J. v.d. Lei de coöperatieve zuivelfabriek "De Vooruitgang (Wijnjeterp-Duurswoude)" opgericht in Wijnjeterp, waarop in 1903 bij Klein Groningen aan de Opsterlandse Compagnonsvaart een zuivelfabriek werd gebouwd. Door de aanvoer van melk ontstond behoefte aan een winkel met allerhande agrarische artikelen. Deze coöperatie is later verzelfstandigd totdat deze rond 2012 niet meer rendabel bleek. Ook was er behoefte aan gezamenlijk gebruik van grotere landbouwmachines waarvoor een coöperatie werd opgericht. Door al deze bedrijvigheid leek het net zo druk als in de stad Groningen - en dat is het tweede verhaal hoe deze buurtschap haar naam heeft gekregen.

## Zuivelfabrieken
De zuivelfabriek fuseerde na decennia van wisselende groei en daling in 1967 met zuivelfabriek "Zuid-Oost-Hoek" uit Oosterwolde en dat betekende de sluiting van deze kaasfabriek in Klein Groningen. Een aantal decennia waren de gebouwen in gebruik voor veehandel in met name koeien. Daarna werd het gebouw verdeeld in verschillende percelen voor opslag van onder meer auto's en banden. Na jaren van verpaupering zijn de gebouwen in de zomer van 2018 gesloopt. Het leeggekomen terrein wordt ingericht voor de buurtschap en voor recreanten.

## Recreatie
Voor de passanten in de bootjes op de Turfroute is een aanlegplaats gebouwd. Op dit rustpunt kan men overstappen van vaarrecreatie naar fietsen of wandelen in het achterland. Het fietsknopennetwerk gaat door de buurtschap en LAW 14 Groot Frieslandpad doorkruist Klein Groningen voor wandelaars.

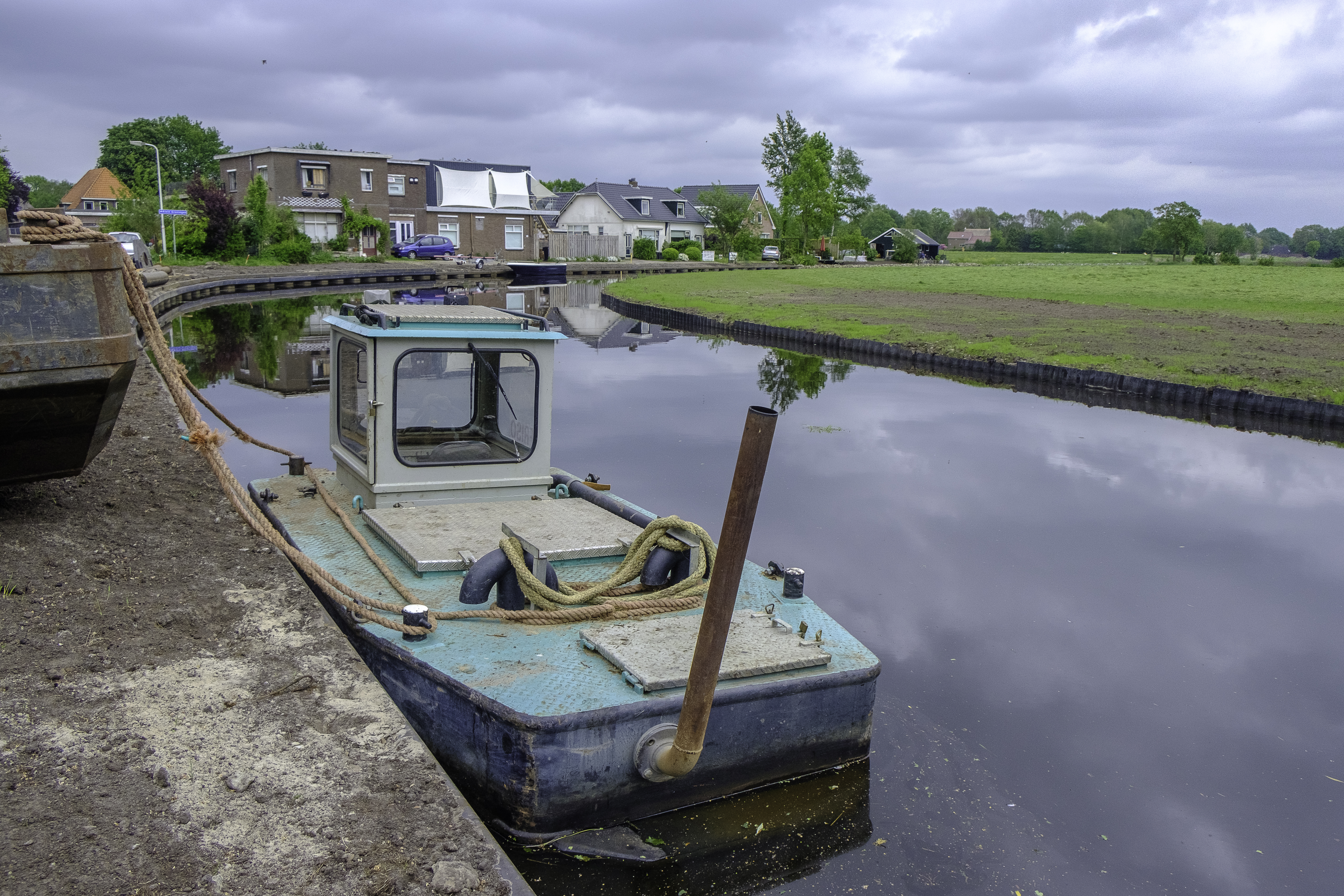
Bebouwing van Klein Groningen aan de Opsterlandse Compagnonsvaart (die verder doorloopt naar Moskou) met op de achtergrond de nog aanwezige gebouwen van de zuivelfabriek (2018)

Dorpen: Bakkeveen · Beetsterzwaag · Drachten-Azeven · Frieschepalen · Gorredijk · Hemrik · Jonkersland · Langezwaag · Lippenhuizen · Luxwoude · Nij Beets · Olterterp · Siegerswoude · Terwispel · Tijnje · Ureterp · Waskemeer (klein deel) · Wijnjewoude

Buurtschappen: Allardsoog (deels) · Haneburen · Hanebuurt · Heidehuizen · Hemrikerverlaat · Klein Groningen · Kooibos · Kortezwaag · Moskou (deels) · Nieuwe Vaart · Oosterend · Oud Beets · Petersburg (deels) · Rolbrug · Selmien · Sparjebird · Uilesprong · Ureterp aan de Vaart · Voorwerk · Vosseburen · Welgelegen (deels) · Wijngaarden · Wijnjeterpverlaat

Friesland: Steden en dorpen      Nederland: Provincies · Gemeenten